# Макэлрой, Нил
Нил Ма́кэлрой (англ. Neil Hosler McElroy, 30 октября, 1904 — 30 ноября, 1972) — американский бизнесмен и государственный деятель. Был президентом Procter & Gamble и министром обороны США с 1957 по 1959.

## Биография
Родился в Береа, Огайо в семье учителей. Вырос в Цинциннати. Окончил Гарвардский университет со степенью бакалавра в 1925 году. Работал в отделе рекламы компании Procter & Gamble. Считается разработчиком первой системы управления брендами. С 1940 года руководитель рекламного отдела. В 1943 году стал вице-президентом по рекламе и продвижению товаров. В 1948 году стал президентом Procter & Gamble. В 1955—1956 годах возглавлял конференцию Белого дома по вопросам образования.
В октябре 1957 был назначен президентом Эйзенхауэром Министром обороны США. Его вступление в должность произошло 9 октября, через несколько дней после запуска СССР первого спутника. Во время работы Макэлроя бюджет министерства обороны составил $41.1 миллиарда в 1958; $42.1 миллиарда в 1959 и $40.2 миллиарда в 1960. В 1958 году был принят закон о реорганизации министерства обороны.
Ушел в отставку январе 1960. Вернулся на работу в Procter & Gamble. Умер в 1972 году.